# Юнус (корабль)
Юнус (тур. Yunus — «Дельфин») — миноносец Османского морского флота. До 1908 года носил имя — Абдул Мецид.
В 1901—1902 годах построен на верфях Ansaldo, Armstrong & Cie, в Генуи. В 1923—1924 годах был переоборудован и возвращен на службу в 1926 году. Корабль был выведен из состава флота в 1929 году, демонтирован в 1935 году.